# Sądry
Sądry (niem. Zendern, Zondern) – wieś w Polsce położona w województwie warmińsko-mazurskim, w powiecie mrągowskim, w gminie Mrągowo. W latach 1975–1998 miejscowość administracyjnie należała do województwa olsztyńskiego. Przed 1945 r. wieś należała do powiatu giżyckiego.
Wieś leży przy drodze krajowej nr 59 z Giżycka do Mrągowa. Niedaleko wsi znajduje się jezioro Mierzejewskie.

## Historia
Wieś lokowana była na prawie chełmińskim. W 1427 prokurator kętrzyński Hans von Behnhusen z polecenia wielkiego mistrza Pawła von Rusdorfa zapisał kilku wolnym 30 włók Hansowi i jego synom Martenowi i Gregorowi dwa dobra służebne po 15 włok każde, z których jedno położone było "koło lasu Zandern" (Sonderwald), a drugie koło jeziora Notyst. Te dwa majątki dały w następstwie początek dwóm wsiom Sądrom i Mierzejewu. Zobowiązani byli do wystawienia po jednej służbie konnej w lekkiej zbroi z każdego dobra, odbywania podróży dla zakonu, budowy nowych zamków, naprawiania starych lub burzenia. Ponadto ciążyła na nich danina od pługa (płużne) po jednym korcu pszenicy i żyta, a oprócz tego funt wosku i jeden fenig od służby, tytułem opłaty uznaniowej. Obdarowani otrzymali prawo do niższego sądownictwa oraz prawo do połowu ryb "małym sprzętem" na własne potrzeby w jeziorze Notyst. We wsi w 1539 r. mieszkali sami Polacy i była to wieś chłopska. W 1564 r. w księdze rachunkowej starostwa w Ryne zapisano Sądry i Mierzejewo łącznie na 30 łanach, było tam wówczas 14 gospodarstw. W tym czasie była to już wieś czynszowa (zmiana wniknęła najpewniej na skutek ponownego osadnictwa po wyludnieniach po wojnach polsko-krzyżackich). Mierzejewo i Sądrach do roku 1719 traktowano łącznie. W 1602 r. wieś otrzymała dodatkowo jedną włókę ziemi. W 1631 r. jedna włókę ziemi w Sądrach kupił Jakub Białek. W 1673 r. w obu wsiach łącznie istniało 16 gospodarstw.
W 1719 r. w Sądrach było 10 gospodarstw czynszowych, średnio po półtora włóki (ok. 25 ha) każde. Szkoła w Sądrach powstała przed 1740 rokiem (prawdopodobnie w 1725 r.), uczęszczały do niej także dzieci z Mierzejewa. W 1785 r. we wsi było 16 domów. W 1823 r. we wsi było 113 mieszkańców. W 1838 r. mieszkało tu 157 osób w 23 domach. Wieś należała do parafii w Rynie. W 1846 r. wskutek tzw. separacji gruntów, powstało 8 rozproszonych wybudowań. W 1849 r. wieś liczyła 24 domy i 158 mieszkańców, w 1870 r. mieszkało tu 158 osób. W 1928 r. w Sądrach było 332 mieszkańców. W 1939 r. we wsi mieszkało 127 osób a obszar wsi obejmował 358,8 ha. W tym czasie we wsi było 16 gospodarstw chłopskich, z których największym było gospodarstwo Michała Barańskiego, liczące 83 ha.

## Zabytki oraz interesujące miejsca
We wsi zachowało się kilka przedwojennych chałup. W stuletniej chałupie utworzono prywatne muzeum etnograficzne, które przedstawia życie dawnych Mazurów.